# Abdourahamane Oumarou
Abdourahamane Oumarou Amadou (* 28. Oktober 1974 in Khartum; auch Abder Oumarou) ist ein nigrischer Medienunternehmer und Politiker.

## Leben
Abdourahamane Oumarou kehrte von Studien in Marokko 2001 in die nigrische Hauptstadt Niamey zurück, wo er die dortige Hip-Hop-Szene in organisatorischen Belangen unterstützte. Er gründete das Medienunternehmen Groupe Liptako, bestehend aus dem Fernsehprogramm LTV und dem Hörfunkprogramm Liptako FM. Das Unternehmen spezialisierte sich auf Sport und Kultur. Oumarou rief 2007 den Fußballverein Liptako FC im Niameyer Stadtteil Harobanda ins Leben. Er wurde Funktionär im Exekutivbüro des nationalen Fußballverbands Fédération Nigérienne de Football, aus dem er 2013 austrat.
Oumarou wurde bei den Parlamentswahlen von 2016 als Abgeordneter der Nigrischen Patriotischen Bewegung (MPN-Kiishin Kassa) im Wahlkreis Niamey in die Nationalversammlung gewählt. Der MPN-Kiishin Kassa war 2015 unter der Führung von Ibrahim Yacouba gegründet worden. Abdourahamane Oumarou galt als unkonventioneller Abgeordneter, der nicht immer mit der Parteilinie übereinstimmte. Als Che Guevara verkleidet nahm er an Debatten an der Abdou-Moumouni-Universität Niamey nahm. Er wurde Präsident der nigrischen Sektion der panafrikanischen Nichtregierungsorganisation Urgences panafricaines (URPANAF) des Sankaristen und Antiimperialisten Kémi Séba. Oumarou zog sich 2019 aus allen Parteiämtern zurück, blieb aber zunächst noch Mitglied des MPN-Kiishin Kassa. Im September 2020 verzichtete er auf sein Parlamentsmandat und im November 2020 gründete er mit der Union panafrikanischer Patrioten (UNPP-Incin Africa) seine eigene politische Partei. Bei den Präsidentschaftswahlen von 2020 erzielte Oumarou als Kandidat der UNPP-Incin Africa 0,43 % der Stimmen und wurde zwanzigster von dreißig Kandidaten.